# Vicente López
Vicente López è un comune dell'Argentina, situato nella provincia di Buenos Aires.